# Noordhollands Dagblad
Das Noordhollands Dagblad ist eine niederländische Regionalzeitung mit Redaktionssitz in Alkmaar. Sie erscheint montags bis samstags im Broadsheet-Format. Herausgeber der Zeitung ist HDC Media, wo mit De Gooi- en Eemlander, Haarlems Dagblad, IJmuider Courant und Leidsch Dagblad weitere Regionalzeitungen erscheinen. Die bezahlte Auflage betrug im ersten Quartal 2008 135.588 Exemplare. Die Chefredakteure sind Geert ten Dam und Jan Geert Majoor.
Die Zeitung erscheint in acht verschiedenen Ausgaben, deren Titel sind Alkmaarsche Courant, Dagblad Kennemerland, Dagblad Waterland, Dagblad voor West-Friesland, Dagblad Zaanstreek, Enkhuizer Courant, Helderse Courant und Schager Courant.

## Geschichte
In das Noordhollands Dagblad sind acht Zeitungen als Lokalausgabe aufgegangen, die untenstehend aufgeführt sind. Das Gründungsjahr der jeweiligen Zeitung bezieht sich auf die älteste Vorläuferzeitung derselben.
| Name                        | Redaktionssitz | Älteste Vorläuferzeitung                          | Gründungsjahr |
| --------------------------- | -------------- | ------------------------------------------------- | ------------- |
| Alkmaarsche Courant         | Alkmaar        |                                                   | 1799          |
| Dagblad Kennemerland        | Beverwijk      | Kennemerland                                      | 1873          |
| Dagblad Waterland           | Purmerend      | Nieuwe Noordhollandse Courant                     | 1945          |
| Dagblad voor West-Friesland | Hoorn          | Vrĳe Hoornse courant: dagblad voor West-Friesland | 1945          |
| Dagblad Zaanstreek          | Zaandam        | De Zaanlander                                     | 1886          |
| Enkhuizer Courant           | Hoorn          |                                                   | 1870          |
| Helderse Courant            | Den Helder     | ' t Vliegend Blaadje                              | 1873          |
| Schager Courant             | Schagen        | Algemeen Nieuws-, Advertentie- en Landbouwblad    | 1857          |